# Archon: The Light and the Dark
Archon: The Light and the Dark (рус. «Властелин Света и Тьмы») — это видеоигра, разработанная Free Fall Associates и распространяемая Electronic Arts. Она была первоначально разработана для Atari 8-бит компьютеров в 1983 году, но впоследствии была портирована на ряд других систем того времени, в том числе Apple II, Commodore 64, Amstrad CPC, ZX Spectrum, Amiga, IBM PC, Apple Macintosh, PC-88 и NES. Игра была разработана Павлом Райхом III (который также создал графику для игры) и Джоном Фрименем, программированием занималась Энн Вестфолл.

## Геймплей
На первый взгляд, Archon очень похож на шахматы, но есть ряд существенных различий. В то время как стол похож на шахматную доску и расположение фигур аналогично шахматам, в этой игре «съесть» более значимую фигуру не главное. Вместо этого, две фигуры помещаются в полноэкранную боевую арену и должны сражаться за место на площади, чтобы определить, кто останется.
Как правило (но не всегда) в бою, более сильный победит более слабого в защите или захвате площади. Также возможно, что в борьбе будут устранены сразу две фигуры. Эта неопределенность добавляет сложности в игре, так как не всегда возможно предсказать, будет ли взятие площади успешным. Различные фигуры обладают разными способностями в боевых фазах. Они включают в себя движения, жизни, и урон от оружия и атрибутов. Оружие варьируется в зависимости от дальности и скорости. Например, пешка (представлена рыцарями на «светлой» стороне и гоблинами на «тёмной» стороне) атакует быстро, но имеет очень мало сил, его оружие, меч, имеет ограниченный радиус действия. Дракон значительно сильнее и может атаковать на расстоянии, в то время как голем медленно движется и стреляет медленно, но мощными валунами.
Некоторые фигуры имеют специальные способности. Феникс может превратиться в огненный шар, который наносит повреждения врагу и добавляет защиты себе от вражеских нападений. Каждая сторона также имеет магию (колдунья на темной стороне, мастер на светлой стороне), которые могут использовать семь различных заклинаний, каждое заклинание может быть использовано только один раз за игру каждого заклинателя.
В игре, как правило, победа засчитывается тогда, когда одна сторона уничтожает все фигуры другой или одна из сторон имеет возможность занять все пять пунктов питания. Если каждая сторона имеет только одну фигуру, и две фигуры уничтожают друг друга в двойном убийстве, то игра заканчивается вничью.

## Восприятие
Писатель-фантаст Орсон Скотт Кард оставил отзыв об игре Archon для журнала COMPUTE! в ноябре 1983 года. Он писал: «Они оригинальны, они делают то, что они намеревались сделать очень, очень хорошо, они позволяют игроку принять участие в творчестве; они делают то, что только компьютеры могут сделать». В 1996 году журнал Computer Gaming World причислил его к 20 лучшим играм всех времен.

## Ремейки
Free Fall Associates разработала игру для DOS Archon Ultra, выпущенную Strategic Simulations, Inc. в 1994 году.
Оригинальная игра была переписана для Palm OS в 2000 году и была близка к оригиналу. Создатель, Карстен Мэджеркертз, из EmperoR Studios, связался с членами бывшей Free Fall Associates и, с их входом, разработала новую версию в 2003 году (v1.21) с цветами и ещё ближе к оригиналу.
Другая переписанная игра была Archon: Evolution, разработанная Curve Software. Игра достигла общественности в бета-стадии, прежде чем исчезнуть из Интернета, но вновь появилась в январе 2008 года. В игре использован код из оригинальной 8-битной версии с разрешения Джона Фримена.
В 2008 году компания React Games приобрела лицензию Free Fall Associates развивать игры под названием Archon на разных платформах. Она выпустила версию для iPhone в июне 2009 года. React Games была основана Чадом Ли, который работал над некоммерческой версией игры Archon: Evolution. Следующая игра в серии называлась Archon: Conquest' от React Games и была выпущена в сентябре 2009 года для iPhone. Это однопользовательская игра во вселенной Archon, которая имеет четыре кампании, каждая по 15 квестов.
Archon: Classic для Windows, была выпущена в мае 2010 года React Games. в ней появились новые элементы геймплея, такие как поддержка четырёх игроков, четыре параметра AI, различные новые «доски» на выбор; фигуры, которые на уровень выше; бонусы в бою и многое другое.

## Развитие серии
Free Fall Associates разработала продолжение игры под названием Archon II: Adept в 1984 году (она появилась на различных системах в разные даты). Не очень похожая на оригинал, но с улучшенной графикой, различными существами, и различными стратегиями для победы.
The Unholy War (Война Тьмы) — игра для PlayStation, разработанная компанией Crystal Dynamics и изданная Eidos Interactive в 1998 году. Она была разработана Павлом Райхом III и в ней использован подобный стиль стратегии и сражения, как в Archon. Неофициальный сиквел, Archon III: Exciter, был произведен неизвестной компанией для Commodore 64 в 1985 году.
Павел Райх и Фред Форд взялись за создание серии видеоигр Star Control. Боевая составляющая такая же как в Archon, только с кораблями вместо фигур. Павел и Фред создали много других игр вместе.